# Castell de Vilallonga (Sant Martí Sesgueioles)
El castell de Vilallonga és un castell desaparegut de Sant Martí Sesgueioles a la comarca d'Anoia. La localització exacta en queda insegura, tot i que les restes que se li atribueixen són protegides com a bé cultural d'interès nacional.

## Descripció
A Sant Martí Sesgueioles, al costat del santuari de Sant Valentí hi ha unes restes que es creu que pertanyen al castell de Vilallonga. No se'n té la certesa absoluta, ja que també podria ser que almenys en part corresponguessin a un poble rònec abandonat. Hi ha clots de pedruscall i fragments de paret d'unes 12 edificacions que no se sap si són part del castell o d'aquest poble abandonat. El conjunt d'aquests fonaments sembla que eren tancats dins d'un clos emmurallat. Aquestes restes es podrien datar entre els segles x i xiii.
Per poder aclarir si aquestes restes pertanyen o no al castell caldria fer una acurada excavació.

## Història
El terme municipal de Sant Martí Sesgueioles correspon sense gaires variacions amb el terme del castell de Vilallonga, dins del qual a final del segle xii o inicis del XIII sorgí una vila fundada pel rei Pere el Catòlic.
La primera notícia que fa referència al castell de Vilallonga és el testament del senyor de Castellar en el qual deixa el castell Castellar i la torre de Vilallonga al seu fill anomenat Company. Part de la família Castellar va canviar de cognom i passà a dir-se Vilallonga, això queda documentat en un plet que tingué lloc l'any 1220.
El castell de Vilallonga canvia de propietaris en diferents ocasions, les famílies que el posseïren foren: els Calders, els Rajadell i els Dalmases foren els darrers fins que desaparegueren les senyories jurisdiccionals en el segle xix.